# Heinrich Gerber
Heinrich Gerber (Hof, 18 novembre 1832 – Monaco di Baviera, 3 gennaio 1912) è stato un ingegnere tedesco, noto per aver inventato la trave Gerber e diversi sistemi brevettati per la costruzione di ponti.
Nel corso della sua vita, Heinrich Gerber partecipò alla costruzione di circa 600 ponti.

## Biografia
Gerber studiò presso le scuole politecniche di Norimberga e Monaco di Baviera e nel 1852 entrò a far parte del genio civile bavarese (Staatsbaudienst), dove lavorò inizialmente alla linea ferroviaria Bayreuth-Neuenmarkt. All'inizio del 1854 fu impiegato come assistente alla direzione dei lavori del ponte di Großhesselohe; nell'estate del 1855 fu assunto dall'amministrazione delle Ferrovie Reali Bavaresi di Stato di Monaco, dove fu coinvolto nei lavori di progettazione di questo ponte in ferro. Dopo essersi laureato nel 1856, Gerber fu nominato capocantiere del ponte di Großhesselohe, completato nel 1857 su progetto di Friedrich August von Pauli e dotato delle travi Pauli da questi sviluppate. Al termine della costruzione del ponte, nell'estate 1858 Gerber fu nominato ingegnere capo del reparto ponti della Maschinenfabrik Klett di Norimberga, dove effettuò  numerosi esperimenti e calcoli su rivetti e bulloni in travi reticolari.
Quando nel 1859 l'azienda si aggiudicò l'appalto per la costruzione del ponte ferroviario sul Reno a Magonza, per motivi logistici si decise di fabbricare alcune parti del ponte in una fabbrica temporanea vicino allo stabilimento di Gustavsburg (altrimenti una notevole quantità di ferro laminato, proveniente dalle miniere del Saar e del Basso Reno, avrebbe dovuto essere trasportata prima a Norimberga, lavorata nelle sezioni finite da riportare indietro a Gustavsburg). Gerber si trasferì così nel 1860 con la sua famiglia nel luogo di montaggio per gestire la fabbricazione e la costruzione del ponte fino al suo completamento, avvenuto nel 1863. Grazie a successive commissioni, la fabbrica temporanea divenne una filiale permanente della fonderia e fabbrica di macchine Klett & Comp. di Norimberga: nacque così lo stabilimento MAN di Gustavsburg e Gerber ne è considerato il fondatore.
Ritornato a Norimberga, lavorò ai sistemi strutturali continui, che potevano essere calcolati in modo più semplice. Nel 1866 ottenne il brevetto bavarese per una "trave a vista con punti di appoggio esposti" (Balkenträger mit freiliegenden Stützpunkten). Questo sistema di ponti a sbalzo fu realizzato per la prima volta nel 1867 su un ponte sul fiume Regnitz a Bamberga e sul ponte principale di Haßfurt. Questa costruzione si diffuse rapidamente e divenne famosa in tutto il mondo con il nome di trave Gerber.
Nel 1868 Gerber tornò a Gustavsburg per dirigere la costruzione del secondo tracciato del ponte sul Reno. In seguito, andò a lavorare in un ufficio di Monaco di Baviera. Nel 1873, nell'ambito della trasformazione della sede di Norimberga in Maschinenbau-Actiengesellschaft Nürnberg, lo stabilimento MAN-Werk Gustavsburg e il suo ufficio di Monaco si fusero nella Süddeutsche Bridge AG a Monaco di Baviera, divenendo indipendenti e con Gerber in qualità di amministratore delegato. Durante questo periodo si è occupò, tra l'altro, dello sviluppo di sistemi di travatura reticolare, dedicandosi meno agli altri compiti del Comitato esecutivo. Su sua proposta, questa società fu fusa nel 1884 nella Maschinenbau-Aktiengesellschaft Nürnberg (MAN). Gerber ne fu membro del consiglio d'amministrazione e del comitato consultivo tecnico, dedicandosi alla continuazione dell'attività di ricerca e consulenza.